# 국제 유도 연맹
국제 유도 연맹(International Judo Federation)은 유도를 관할하는 국제 스포츠 연맹이다.